# Karl Dedecius Archiv

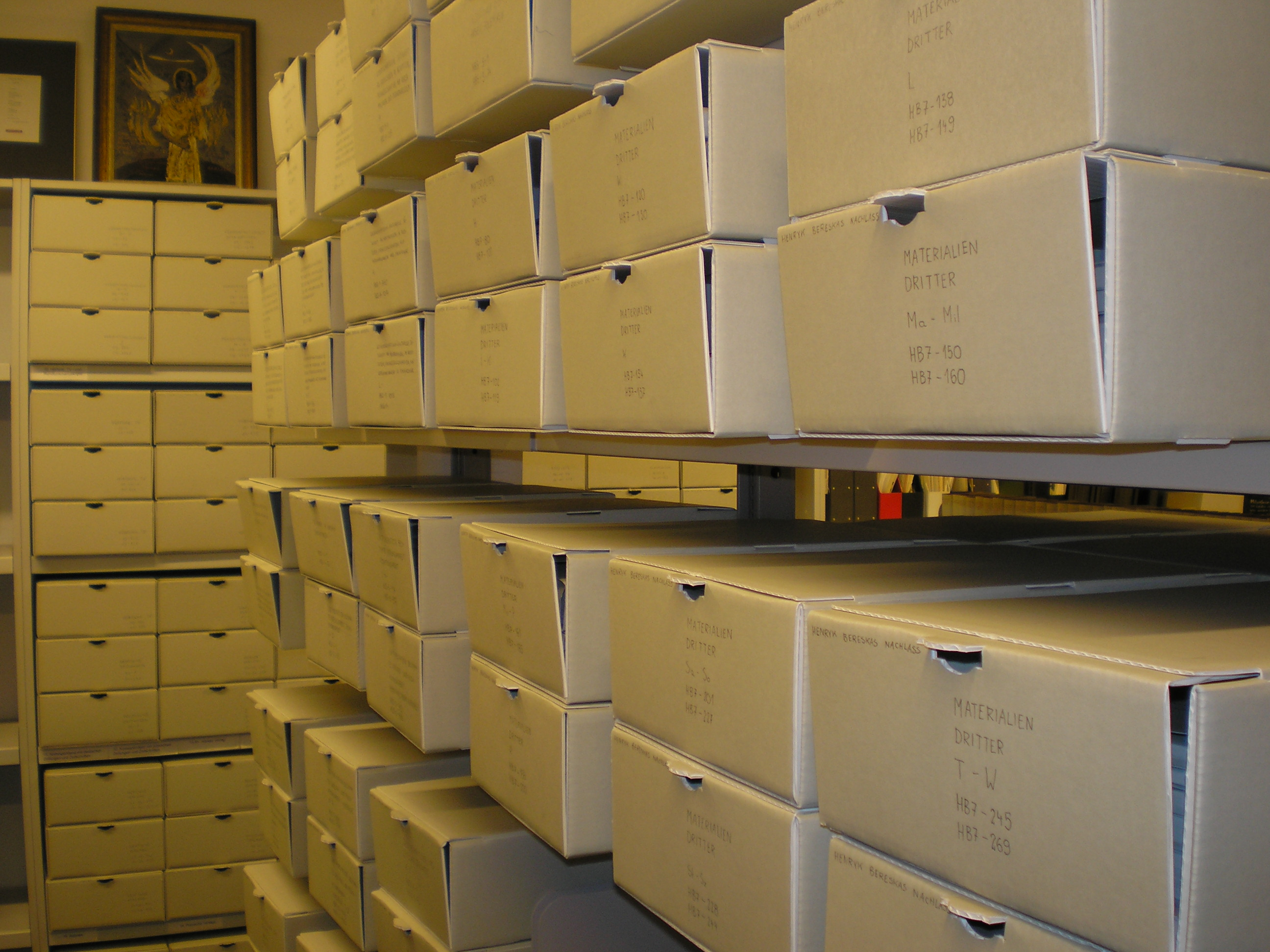
Blick in das Magazin des Karl Dedecius Archivs

Das Karl Dedecius Archiv (Karl Dedecius Archiv der Europa-Universität Viadrina Frankfurt (Oder), poln. Archiwum Karla Dedeciusa przy Collegium Polonicum w Słubicach) ist eine zur Universitätsbibliothek der Europa-Universität Viadrina gehörende wissenschaftliche Einrichtung. Es hat seinen Sitz am Collegium Polonicum in Słubice, einer gemeinsamen Lehr- und Forschungseinrichtung der Europa-Universität Viadrina in Frankfurt (Oder) und der Adam-Mickiewicz-Universität in Posen.
Benannt ist das Archiv nach Karl Dedecius, dem Gründer des Deutschen Polen-Instituts, einem der bekanntesten Übersetzer polnischer und russischer Literatur ins Deutsche.
Das Archiv wird seit 2004 vom Historiker Błażej Kaźmierczak geleitet, der sich generell wissenschaftlich mit der deutsch-polnischen Beziehungsgeschichte beschäftigt.
Das 2001 eröffnete Archiv beherbergt neben dem Vorlass von Karl Dedecius auch die Nachlässe weiterer Persönlichkeiten, darunter u. a. die Vor- bzw. Nachlässe von Henryk Bereska, Rolf Fieguth und Eugeniusz Wachowiak.

## Geschichte

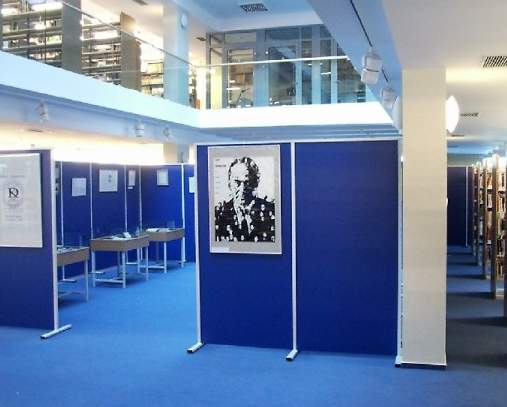
Ausstellung über Karl Dedecius' Schaffen

Das Karl Dedecius Archiv ist im Rahmen eines von der Deutschen Forschungs-Gesellschaft geförderten Projekts entstanden. Ein wichtiger Initiator des Projektes war Klaus-Dieter Lehmann. Das Archiv begann seine Arbeit im Jahre 2001, als Karl Dedecius der Europa-Universität Frankfurt (Oder) seinen Vorlass übergab. Die offizielle Gründung erfolgte am 17. September 2002 unter dem Beisein von Karl Dedecius und der damaligen Präsidentin der Viadrina Gesine Schwan. Die Katalogisierung des Vorlasses von Karl Dedecius wurde 2004 abgeschlossen. Zu Beginn des Jahres 2004 übergab der Literaturübersetzer Henryk Bereska sein privates Archiv an die Europa-Universität Viadrina. Zusammen mit seinem Nachlass aus dem darauffolgenden Jahr ging es ein in den Bestand des Karl Dedecius Archives.
2006 übergaben die Nachfahren des zwei Jahre zuvor verstorbenen Pädagogen Erich Dauzenroth seinen Nachlass dem Archiv.

## Bestand
Seit seiner Gründung im Jahre 2001 erweiterte das Archiv seinen Bestand.  Er steht Forschern für wissenschaftliche Untersuchungen  zur Verfügung.
Der Vorlass von Karl Dedecius umfasst neben privaten Manuskripten des Übersetzers sowie einem Pressearchiv, vor allem auch die Korrespondenz mit polnischen Schriftstellern wie z. B. Tadeusz Różewicz, Czesław Miłosz, Zbigniew Herbert und Wisława Szymborska, sowie mit Marion Gräfin Dönhoff.  Im Bestand Erich Dauzenroths enthalten ist die größte deutsche Sammlung von Materialien zu Janusz Korczak. Mit dem Nachlass Henryk Bereska befinden sich ebenso wichtige Materialien eines anderen wichtigen deutschen Übersetzers polnischer Literatur im Bestand des Archivs.
Derzeit erschließen die Mitarbeiter des Karl Dedecius Archivs die neugewonnenen Vorlässe von Rolf Fieguth und Eugeniusz Wachowiak.

## Arbeit des Archivs
Das Karl Dedecius Archiv muss als deutsch-polnische Einrichtung verstanden werden. Die archivarische Arbeit stellt eine Synthese einer deutschen und polnischen archivarischen Schule dar. Das Karl Dedecius Archiv versteht sich selbst jedoch nicht alleine als archivarische Einrichtung. So ist es ebenfalls auf anderen (wissenschaftlichen) Feldern tätig.
Das Archiv ist als wissenschaftliche Forschungseinrichtung im Bereich der polnischen Deutschlandforschung sowie der deutschen Polenforschung aktiv.
In Kooperation mit anderen wissenschaftlichen Einrichtungen ist es an der Veröffentlichung von zwei Publikationen beteiligt. Einmal jährlich erscheint das deutsch-polnische Übersetzungsjahrbuch OderÜbersetzen (Hrsg. Bożena Chołuj). In Zusammenarbeit mit dem Lehrstuhl für Deutschland-Studien an der Universität Łódź wird die wissenschaftliche Zeitschrift unter dem Titel Rocznik Karla Dedeciusa (Hrsg. Krzysztof A. Kuczyński) herausgegeben. Während sich ersteres eher mit der deutsch-polnischen Literaturübersetzung beschäftigt, ist die Thematik des zweiten das Leben und Schaffen des Namensgebers des Archives, Karl Dedecius.
Ebenfalls wurden durch das Archiv mehrere museale Ausstellungen ins Leben gerufen, von denen mehrere Dauerausstellungen in den Räumlichkeiten des Collegium Polonicum Besuchern offenstehen.
Unter Federführung des Karl Dedecius Archivs bzw. unter seiner Mitarbeit fanden eine Reihe von akademischen Veranstaltungen statt. Zu nennen sind hier unter anderem die mehrtägigen Feierlichkeiten anlässlich des 90. Geburtstags von Karl Dedecius.